# Rubén Albornoz Lombardo
Rubén Albornoz Lombardo, nacido el 17 de febrero de 1938, es un pintor y artista argentino residente en Madrid (España), conocido por sus escenas costumbristas, paisajes y especialmente sus  retratos.

## Biografía
Nació en Temperley, provincia de Buenos Aires, Argentina.  Estudió Bellas Artes en la escuela número 1 de la ciudad de Mar del Plata. En el año 1974 se instala en España, integrándose en el ambiente artístico madrileño. Fue copista del Museo del Prado.  En 1983 participa en la exposición colectiva "Madrid visto por sus pintores" en el círculo de Bellas Artes de Madrid.  En 1989 forma parte del colectivo de artistas de la galería Infantas de Madrid.  En 1995 participa como invitado en la mesa redonda "La pintura de retrato" de la Asociación de Escritores y Artistas Españoles.

## Exposiciones
- 1979 Galería Chelsea[4] (Madrid)  Individual.
- 1983 "Madrid visto por sus pintores" [5] (Madrid)  Colectiva. Círculo de Bellas Artes
- 1990 "Exposición colectiva Homenaje al Marqués de Pontejos 1790/1840" [6] (Madrid)  Caja de Madrid,  Sala Barquillo 17
- 1990 Galería Infantas[7] (Madrid)  Individual. (marzo)
- 1999 "Rubén Albornoz. Pinturas" [8] (Madrid). Sala "Espacio para el Arte Cajamadrid", barquillo 17. Exposición individual (mayo)
- 2000 "Viejos rincones de Santa Cruz"  [9] (Santa Cruz de Tenerife). Círculo de Amistad XII de Enero. Exposición individual (noviembre)

## Obras destacadas
- 1981 Primer Premio "Hilly Mendelssohn"[10] de Retrato de la Asociación de Escritores y Artistas Españoles por el retrato de Rafael Cansinos Assens.
- 1983 Seleccionado por el jurado del Congreso de los Diputados de España para participar en el concurso y exposición pública por su obra titulada "Arreglando el país". Medidas: 1,30 X 0,75.  Sobre el tema "La Constitución española de 1978 y los valores del sistema democrático"[11]
- 1995 Retrato de Doña Elena de Borbón y Grecia [12] "Duquesa de Lugo" encargado por la Asociación de Escritores y Artistas Españoles como regalo de boda.